# Ведмежий
Ведмежий, Медвежий — річка  в Україні, у Стрийському  районі Львівської області, правий доплив Колодниці (басейн Дністра).

## Опис
Довжина річки 12,4 км. Формується з багатьох безіменних струмків та 2 водойм.

## Розташування
Бере початок на північно-східній стороні від села Верхня Стинава. Тече переважно на північний схід через села Довголука, Воля-Довголуцька, Монастирець. Ввпадає у річку Колодницю, праву притоку Дністра.